# طوطی گلوسرخ
طوطی گلوسرخ (نام علمی: Psittacara rubritorquis)، که در پرورش پرندگان کانور گلوسرخ نامیده می‌شود، گونه‌ای از پرندگان در زیرخانواده Arinae از خانواده طوطیان راستین، طوطی‌های آفریقایی و جهان جدید است که در السالوادور، گواتمالا، هندوراس و نیکاراگوئه یافت می‌شود.
برخی از طوطی‌های گلوسرخ نازادآور از کوهسارها به بلندی‌های پایین‌تر پراکنده می‌شوند.

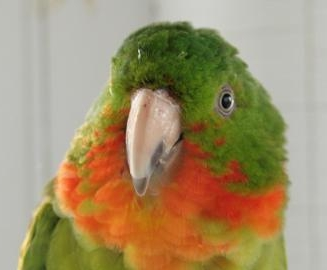
سر و گردن